# Среднегерманский канал
Среднегерманский канал (нем. Mittellandkanal; также Везер-Эмс и Везер-Эльба) — самый длинный канал в Германии. Имеет длину 325 км.
Связывает Рейн через канал Рейн — Херне и канал Дортмунд — Эмс с реками Эмс, Везер, Эльба и дальше через бранденбургские реки и озёра с Одером. В европейских масштабах Среднегерманский канал представляет собой центральную судоходную связь Западной с Восточной Европой. Проходит по территории национального биосферного заповедника Дрёмлинг.

## Описание

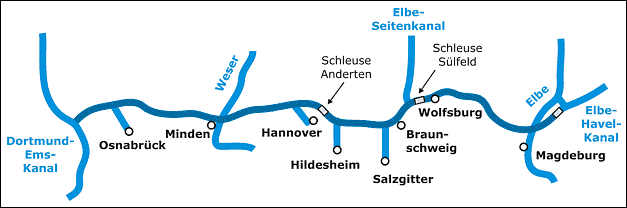
Карта Среднегерманского канала

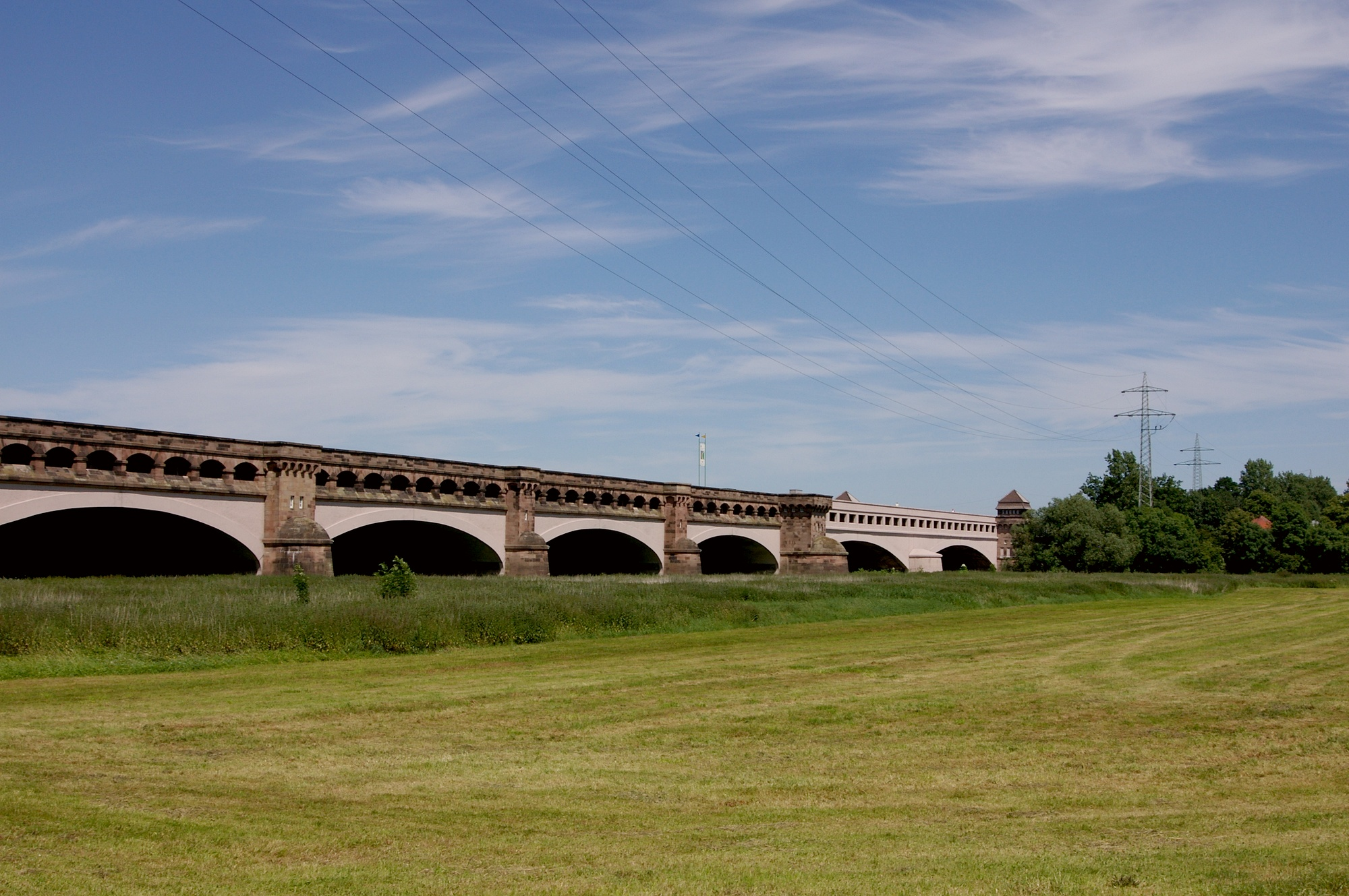
Среднегерманский канал около Миндена: мост через Везер

Минимальная глубина 3 метра, 3 шлюза; судоподъёмники; пропускает плавсредства грузоподъёмностью до 1000 тонн. По акведуку канал пересекает реку Везер. Открыт в 1938. На долю канала приходится около 4—5 % грузооборота водного транспорта ФРГ; в 1973 перевезено 12,2 млн тонн грузов (в основном встречные перевозки угля и руды между Руром и промышленным районом Нижней Саксонии). Канал имеет ответвления на Оснабрюк (14 км), Мисбург (2 км), Линден (11 км), Хильдесхейм (15 км) и Зальцгиттер (18 км).
Основные порты: Ганновер (грузооборот 1,6 млн тонн в 1973), Зальцгиттер-Беддинген(1,6 млн тонн), Мисбург (1,2 млн тонн), Хильдесхейм (1,0 млн тонн), а также Пейне (0,7 млн тонн), Брауншвейг (0,8 млн тонн), Оснабрюк (0,7 млн тонн). С 1965 производится модернизация канала и строительство Эльбского обводного канала (канал Север — Юг) от Вольфсбурга на севере к Гестахту в низовьях Эльбы.